# 21326 Nitta-machi
21326 Nitta-machi è un asteroide della fascia principale. Scoperto nel 1997, presenta un'orbita caratterizzata da un semiasse maggiore pari a 2,5818463 UA e da un'eccentricità di 0,0951536, inclinata di 4,44865° rispetto all'eclittica.